# Hacı Xanməmmədov
Hacı Dadaş oğlu Xanməmmədov (auch Hacı Xanmämmädov, russisch Гаджи Дадаш оглы Ханмамедов; * 15. Juni 1918 in Derbent; † 7. April 2005 in Baku, Aserbaidschan) war ein aserbaidschanischer Komponist, Dirigent und Musikpädagoge.

## Leben
Hacı Xanməmmədov studierte ab 1947 am Aserbaidschanischen Staatskonservatorium, zunächst in der Kompositionsklasse von Boris Issaakowitsch Seidman (1908–1981), später bei Qara Qarayev. Quarayev kannte ihn schon als versierten Tarspieler und regte an ein Konzert für Tar und Sinfonieorchester als seine Abschlussarbeit einzureichen. Xanməmmədov wurde 1952 graduiert. Er unterrichtete über 40 Jahre am Musiktechnikum Baku und an der Musikakademie Baku, dem früheren Aserbaidschanischen Staatskonservatorium. Ab 1951 war er Mitglied im Azərbaycan Bəstəkarlar İttifaqı [Verband aserbaidschanischer Komponisten] und ab 1956 Vorstandsmitglied. Daneben war er Direktor der Azərbaycan Dövlət Akademik Filarmoniyası (Aserbaidschanische Staatsphilharmonie) und des Azərbaycan Dövlət Mahnı və Rəqs Ansamblı [Aserbaidschanisches Staatsensemble für Gesang und Tanz].

## Werke (Auswahl)
Als Diplomarbeit reichte er ein Konzert für Tar und Sinfonieorchester ein, sein Tarkonzert Nr. 1. Xanməmmədov  war so fasziniert von diesem Genre, dass er noch drei weitere Tarkonzerte in den Jahren 1966, 1973 und 1984 folgen ließ. Solist der Uraufführung des Tarkonzerts Nr. 1 war der in Aserbaidschan geschätzte Tarspieler Əhsən Dadasov (1924–1976). Xanməmmədov schrieb auch das erste Konzert für Kamantsche und Sinfonieorchester. Diese Konzerte sind noch heute beliebte Repertoirestücke auch in der Ausbildung junger Tarspieler. Seine Werke wurden mit Erfolg in Usbekistan, Kasachstan, Turkmenistan und Kirgisistan aufgeführt. Die beiden Operetten Bir dəqiqə und Bütün ərlər yaxşıdır wurden erfolgreich im Aserbaidschanischen Staatstheater für Musikalische Komödien aufgeführt. Er schrieb diverse Instrumentalwerke, darunter Qəhrəmani für Volksinstrumentenorchester in den Jahren des Zweiten Weltkriegs und eine Sinfonietta aus dem Jahr 1956, die Suiten Aserbaidschanische Skizzen aus dem Jahr 1954, Bayram aus dem Jahr 1955, Kolchos aus dem Jahr 1958 und Aserbaidschan aus dem Jahr 1980, ferner ein Harfenkonzert aus dem Jahr 1978 sowie Xəyali rəqs [Fantastischer Tanz] und Yürüş marşı. Des Weiteren schrieb er die Kantate Sülh ugrunda [Für den Frieden] und zahlreiche Lieder und Romanzen. 1990 vertonte er zum Gedenken an die Opfer des Schwarzen Januar das Gedicht Əlimdə sazım ağlar für Gesang und Volksinstrumente.

## Gedenken
Aus Anlass des 100. Jahrestag des Geburtstages Haci Xanməmmədovs fand zwischen dem 26. und 30. November 2018 der I. Wettbewerb für Volksmusikinstrumente der Republik Aserbaidschan statt.